# Caorches-Saint-Nicolas
Caorches-Saint-Nicolas è un comune francese di 602 abitanti situato nel dipartimento dell'Eure nella regione della Normandia.

## Società

### Evoluzione demografica
Abitanti censiti